# تأشيرة إنسانية
التأشيرة الإنسانية أو الفيزا الإنسانية (بالإنجليزية: Humanitarian visa)‏، هي تأشيرة تصدرها بعض الدول للوفاء بالتزاماتها الدولية في مجال حماية اللاجئين. لتقييم أحقية صاحب الطلب للحصول على هذه التأشيرة، تعتمد سلطات هذه الدول على معايير الاتفاقية الخاصة بوضع اللاجئين، حيث أن هذه الأخيرة تُعرف اللاجئ على أنه شخص خارج بلده الأصلي، غير قادر أو غير راغب في العودة إلى بلده إقامته القانوني بسبب خوفه من الاضطهاد الذي يُمكن أن يتعرض له في هذا البلد سواء بسبب عرقه أو دينه أو جنسيته أو توجهه السياسي، ولم يسبق أن أُدين في جريمة خطيرة من قبل محكمة عادلة.

## الأمريكيتين

### البرازيل
تمنح البرازيل تأشيرات إنسانية للمواطنين أو المُقيمين عديمي الجنسية في البلدان التي تشهد حالة خطيرة من عدم الاستقرار أو نزاعا مُسلحا أو كارثة طبيعية أو انتهاكات لحقوق الإنسان. صنفت البرازيل دُول أفغانستان و‌هايتي و‌سوريا ضمن قائمة الدول المعنية بهذه التأشيرة. يُمكن لحامل هذه التأشيرة الإقامة في البلد لمُدة عامين، ثُم يمكنه بعد ذلك تقديم طلب بالحصول على الإقامة الدائمة.

### الولايات المتحدة
في الولايات المتحدة، تُعرف التأشيرات الإنسانية باسم (بالإنجليزية: Humanitarian parole)‏، وهي تأشيرة قصيرة الأمد تبلغ مُدتها سنة واحدة. قد تُمنح هذه التأشيرة للأشخاص الذين لن يتمكنوا من دخول الولايات المتحدة في ظروف شخصية استثنائية، إلا أنها لا تُمكنهم من الحصول على إقامة دائمة.